# Erndte
Die Erndte war eine 1897 gebaute deutsche Tjalk, die am 19. April 1903 in der Ostsee kenterte. Der 32-jährige Kapitän Hans H. Engellandt überlebte elf Tage in dem gekenterten Wrack und wurde im Hafen von Neufahrwasser daraus befreit. Die übrigen drei Besatzungsmitglieder kamen ums Leben. Der Unfall gilt in der deutschen Seefahrtsgeschichte als ungewöhnlich.

## Unfallhergang
Die Erndte nahm im April 1903 in Russ an der Gilge eine volle Ladung von Dielen aus Tannenholz auf und ging damit am 18. April 1903 um 8.00 Uhr von Memel aus in See in Richtung Oldenburg. Die Ladung umfasste 54 Standard (1 Standard = 165 englische Kubikfuß), die zum Teil an Deck gelagert war.
In der Nacht zum 19. April 1903 kam heftiger Sturm auf, gemischt mit Regen und Schnee. Um 4.00 Uhr übergab Kapitän Engellandt die Wache an den Steuermann Heinrich Frahm, der mit dem Leichtmatrosen H. Abenseth an Deck bleiben sollte, während der Kapitän und der Schiffsjunge Paul Funk ruhten.
Gegen 4.45 Uhr kenterte die Erndte plötzlich. Zu diesem Zeitpunkt befand sich Engellandt in seiner Kabine. Das gekenterte Wrack sank nicht. Engellandt überlebte die nächsten elf Tage in der Kabine, wobei ihm zugutekam, dass sich in dieser Lebensmittel befanden. Den Durst löschte er mit Seewasser, ohne dass dies gesundheitliche Folgen für ihn hatte.
Am 29. April 1903 wurde das treibende Wrack von dem norwegischen Dampfer Aurora unter Kapitän H. Sörensen aus Laurwig auf der Position 55° 9′ N, 18° 16′ O entdeckt. Die Aurora befand sich auf einer Fahrt von Cardiff nach Danzig.
Engellandt hatte mit einem Hammer Klopfzeichen gegeben, die auf der Aurora gehört wurden. Ein Versuch, das Wrack anzubohren und Engellandt aus dem Wrack zu ziehen, scheiterte bereits im Ansatz, da die Luft im Wrack zu entweichen drohte, sodass ein gebohrtes Loch sofort wieder zugestopft wurde. Die entweichende Luft hätte das Wrack vermutlich zum Sinken gebracht.
Daraufhin wurde das Wrack mit Ketten gesichert und von der Aurora nach Neufahrwasser geschleppt. Beim Eindringen in flacheres Gewässer brach der Mast ab. Im Hafen übernahm der Lotsenkommandeur Wunderlich die Rettungsarbeiten. Das Wrack wurde von zwei Bugsierbooten unter den großen Hafenkran geschleppt und mit unterlegten Ketten so gesichert, dass es nicht tiefer sinken konnte. Dann öffneten mehrere Schmiede eine Bodenplatte des Rumpfes über dem Standort von Engellandt, so dass dieser aus dem Wrack herausgezogen werden konnte.

## Der Spruch des Seeamts Danzig
Das Seeamt Danzig kam in seinem Spruch vom 6. Mai 1903 zu dem Schluss, dass die Erndte aufgrund schlechten Wetters und möglicherweise eines falschen Segelmanövers des Steuermanns verlorengegangen war. Das Seeamt ging davon aus, dass die drei anderen Besatzungsmitglieder bei dem Unfall ums Leben kamen.

## Verbleib
Mit der reparierten und überholten Erndte fuhr Kapitän Engellandt nach Hause, wo er sie an seinen Bruder Peter verkaufte. Die Tjalk befand sich 1922 noch im Schiffsregister. Der weitere Verbleib ist unbekannt.
Das Ereignis wurde in der Novelle von Max Hauschild Acht Tage unter Wasser leicht verfremdet nacherzählt.